# Leandro Desábato
Leandro „Chavo” Desábato (ur. 24 stycznia 1979 w Cafferacie) – argentyński piłkarz występujący na pozycji środkowego obrońcy, reprezentant Argentyny, trener piłkarski.
Jego kuzyni Leandro Desábato, Andrés Desábato i Gustavo Quinteros również są piłkarzami.